# ジョージ・ディッキー
ジョージ・ディッキー（George Dickie 1926年8月12日 - 2020年3月24日）はイリノイ大学の哲学名誉教授である。
専門は美学、芸術の哲学、18世紀の趣味の理論。